# Hildreth (Nebraska)
Hildreth es una villa ubicada en el condado de Franklin en el estado estadounidense de Nebraska. En el Censo de 2010 tenía una población de 378 habitantes y una densidad poblacional de 255,15 personas por km².

## Geografía
Hildreth se encuentra ubicada en las coordenadas 40°20′16″N 99°2′45″O / 40.33778, -99.04583. Según la Oficina del Censo de los Estados Unidos, Hildreth tiene una superficie total de 1.48 km², de la cual 1.48 km² corresponden a tierra firme y (0%) 0 km² es agua.

## Demografía
Según el censo de 2010, había 378 personas residiendo en Hildreth. La densidad de población era de 255,15 hab./km². De los 378 habitantes, Hildreth estaba compuesto por el 97.88% blancos, el 0% eran afroamericanos, el 0% eran amerindios, el 0% eran asiáticos, el 0% eran isleños del Pacífico, el 1.59% eran de otras razas y el 0.53% pertenecían a dos o más razas. Del total de la población el 2.65% eran hispanos o latinos de cualquier raza.